# IC 4784
IC 4784 ist eine linsenförmige Galaxie vom Hubble-Typ S0 im Sternbild Pfau am Südsternhimmel. Sie ist schätzungsweise 214 Millionen Lichtjahre von der Milchstraße entfernt und hat einen Durchmesser von etwa 90.000 Lichtjahren.

In der gleichen Himmelsregion befinden sich auch die Galaxien NGC 6706, IC 4779, IC 4781, IC 4788.
Das Objekt wurde am 20. Juli 1901 von DeLisle Stewart entdeckt.